# Mateří kašička

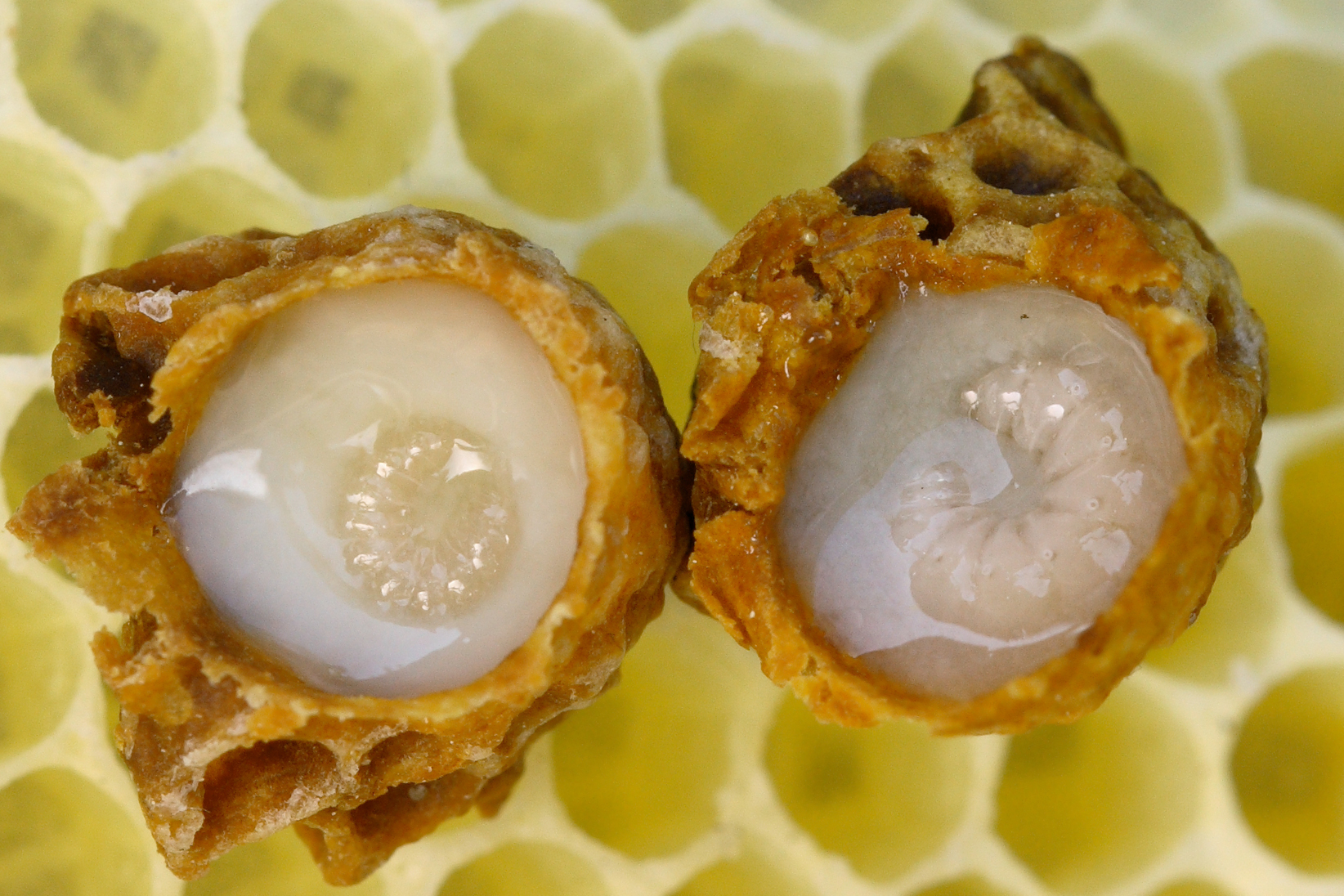
Dva matečníky s larvami, vyplněné mateří kašičkou

Mateří kašička je produkována hltanovými žlázami mladých včelích dělnic. Mateří kašičkou krmí včely jednak svá vývojová stadia, tj. larvy, jednak matku po celou dobu jejího života. Mateří kašička je koncentrátem obsahujícím hlavně bílkoviny a mnoho dalších složek.
Získává se vybíráním nebo odsáváním z matečníků ve stáří larvy 4 dny. (Ze tří plných matečných buněk se získá ±1 g mateří kašičky.)
Mateří kašička se používá hlavně v kosmetice, také jako doplněk výživy a rovněž do léků. Takto využívána je novodobějším produktem včelaření, protože se obtížněji produkuje.

## Složení
Mateří kašička je tvořena ze 65–70 % vodou, 13,5 % bílkovinami, 12 % cukry, 3 % tuky, 0,3 % minerálními látkami a 1,2–6,2 % ostatních látek (vitamíny, hormony, enzymy,…).

## Skladování
Mateří kašičce škodí sluneční světlo, teplo a kyslík. Skladuje se v neprůhledných nádobách v temnu při teplotě do 0 °C.